# Frullania sinskeana
Frullania sinskeana là một loài Rêu trong họ Jubulaceae. Loài này được J.J. Engel & B.C. Tan mô tả khoa học đầu tiên năm 1986.